# Ichneumoninae

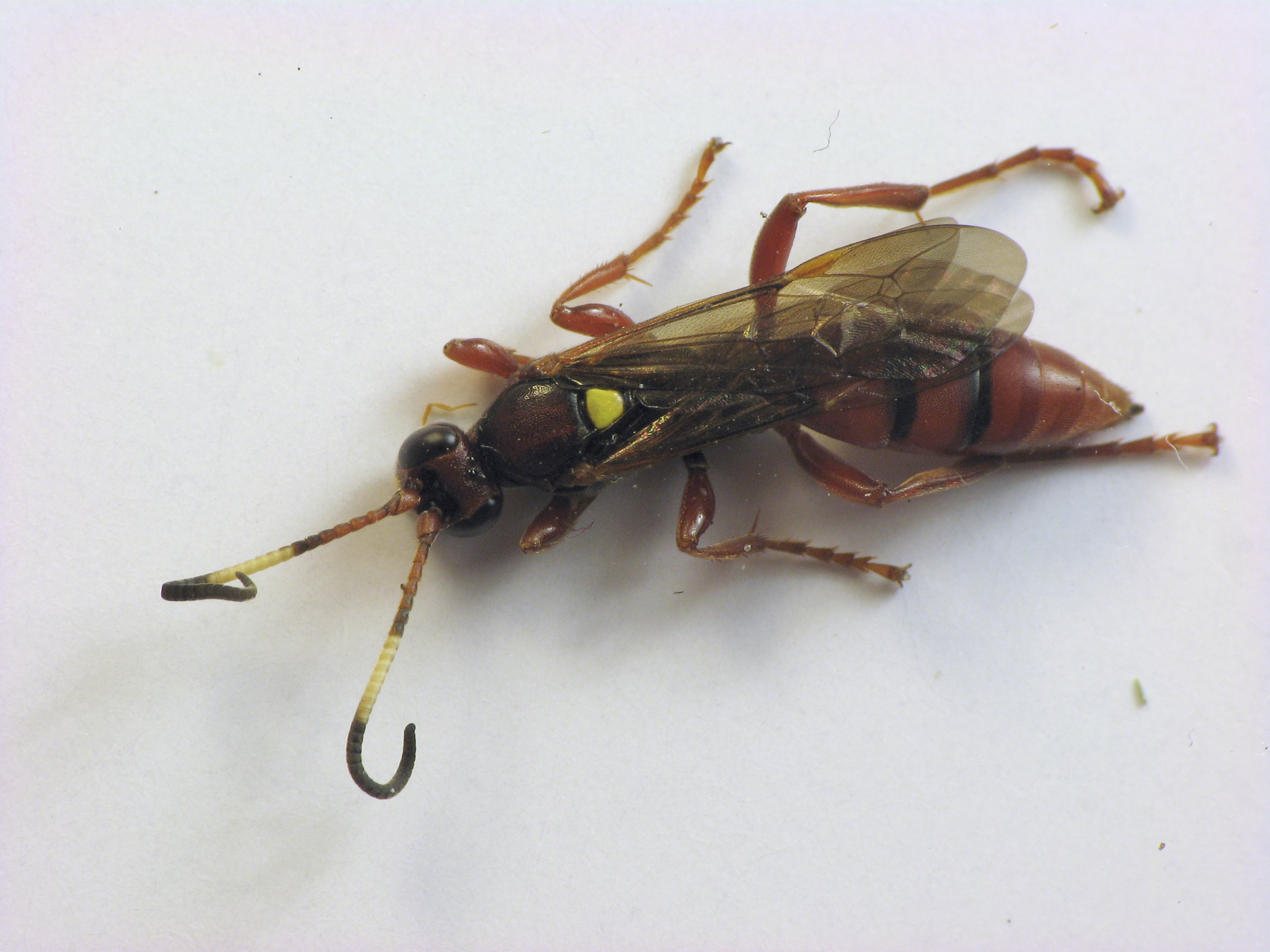
Ichneumon laetus, hembra

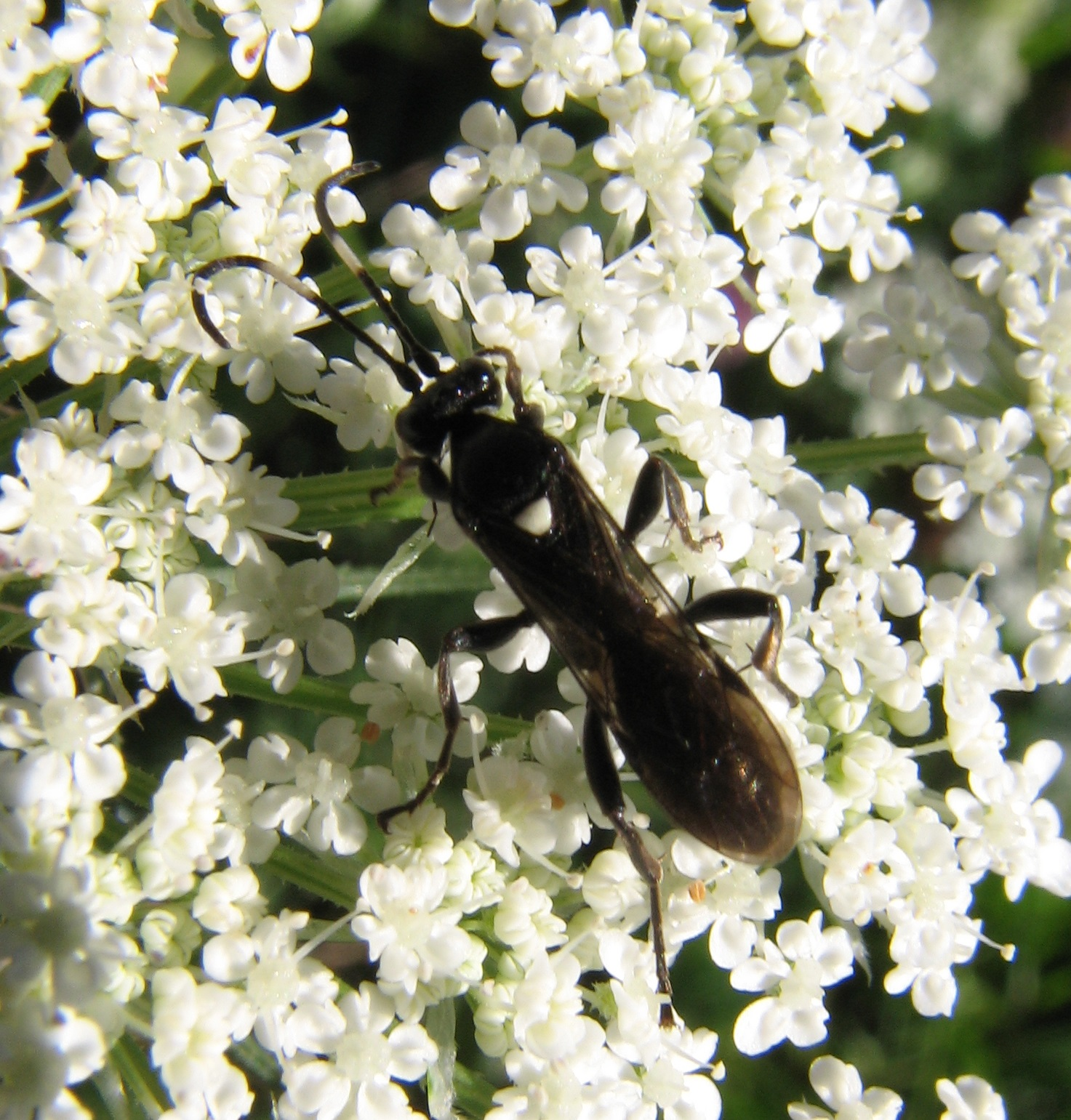
Vulgichneumon brevicinctor, hembra

Ichneumoninae es una subfamilia de avispas parasíticas de distribución mundial. Pertenece a la familia Ichneumonidae.
Ichneumoninae son endoparasitoides de Lepidoptera. Pueden ser idiobiontes (el huésped no se alimenta después de la parasitación) o koinobiontes (el huésped continúa alimentándose). Los adultos siempre emergen de la pupa del huésped. Las hembras pasan el invierno y generalmente buscan huéspedes en la primavera. A diferencia de otros icneumónidos, el ovipositor es corto, posiblemente porque insertan los huevos en larvas que no están escondidas.
Es la segunda subfamilia más numerosa de Ichneumonidae, con alrededor de 400 géneros. Muchos son insectos conspicuos, grandes y de colores vistosos. Tienen una areoleta de 5 lados en el ala anterior. El abdomen es ligeramente aplastado dorsoventralmente. El clípeo es truncado poniendo al descubierto el labio. En la mayoría de las especies hay marcado dimorfismo sexual.

## Algunos géneros y especies
- Alomya Panzer, 1806
- Amblyjoppa Cameron, 1902
- Amblyteles Wesmael, 1844
  - Amblyteles armatorius (Foerster, 1771)
- Anisobas Wesmael, 1844
- Anisopygus Kriechbaumer, 1888
- Aoplus Tischbein, 1874
- Apaeleticus Wesmael, 1844
- Barichneumon Thomson, 1893
- Cratichneumon Thomson, 1893
- Eurylabus Wesmael, 1844
- Goedartia Boie, 1841
- Heresiarches Wesmael, 1859
- Hoplismenus Gravenhorst, 1829
- Ichneumon Linnaeus, 1758
- Lymantrichneumon Heinrich, 1968
  - Lymantrichneumon disparis Poda 1761[3]
- Phaeogenes Wesmael, 1844
- Platylabus Wesmael, 1844
- Pseudoplatylabus Smits van Burgst, 1920
- Trogus Panzer, 1806